# NTT西日本-山口
NTT西日本-山口（エヌティティにしにほん-やまぐち）は、かつて山口県山口市に本社を置いていた、西日本電信電話（NTT西日本、大阪市）の子会社。電気通信設備関係や工事関係などで主に山口県・広島県大竹市を管轄していた。
2008年7月1日のNTTグループ再編により、NTT西日本-中国に吸収合併されて消滅した。以下は、会社消滅時におけるデータである。

## 事業所
- 本社・総務部・営業部・企画部・ソリューション営業部・テレマーケティング事業推進・山口テレマーケティングサービスセンタ・設備部・山口アクセス設備運営工事立会受付・人材派遣事業推進
  - 山口県山口市熊野町4番5号
- ITビジネス部
  - 山口県山口市熊野町1番10号
- アクトス山口
  - 山口県山口市中市町1番18号
- 宇部営業所・宇部BBアクセスサービス工事立会受付
  - 山口県宇部市鍋倉町6番14号
- 下関営業所・下関テレマーケティングサービスセンタ・下関BBアクセスサービス工事立会受付
  - 山口県下関市上田中町一丁目13番25号
- 周南営業所
  - 山口県周南市御幸通一丁目1番地
- 周南BBアクセスサービス工事立会受付
  - 山口県周南市千代田町137番地3
- 岩国営業所・岩国BBアクセスサービス工事立会受付
  - 山口県岩国市麻里布町三丁目7番9号

## 事業内容
- 電気通信設備に関る設備提案、設計、工事、保守、交換局管理、コンサルティング及び設備・品質管理。IP電話やインターネット接続サービスを担当。
- 西日本電信電話株式会社等からの問い合わせ、注文受付、販売業務等の受託　等

## 担当地域
- 山口県全域
- 広島県大竹市